# Rio Belo (Rio Grande do Sul)
Le rio Belo est un cours d'eau brésilien de l'État du Rio Grande do Sul. C'est un affluent de la rive droite du rio Caí.
Son bassin collecteur est de 87 km2. Sa partie supérieure est intégrée dans le tissu urbain de Caxias do Sul. La municipalité a développé, depuis 2005, le réseau de station d'épuration pour limiter l'impact de la pollution de la rivière.